# Passau Hauptbahnhof
Passau Hauptbahnhof is een spoorwegstation in de Duitse plaats Passau.  Het station werd in 1860 geopend. 